# Alex David
Alex David ist ein Drehbuchautor.

## Karriere
David machte einen Master-Abschluss im Bereich Kunst am American Film Institute. Er unterrichtete Film und Fernsehen an der Ruprecht-Karls-Universität Heidelberg und der Universität Mannheim.
David war bereits 1997 im Filmstab am Kurzfilm Faith und dem Langfilm Gummo beteiligt. Im Jahr 2024 schrieb er als Co-Autor mit Moritz Binder und Tim Fehlbaum das Drehbuch zum Historienthriller September 5 – The Day Terror Went Live, für den er vielfach nominiert wurde. Darunter die Nominierung für den Oscar in der Kategorie Bestes Originaldrehbuch.

## Auszeichnungen
- 2025: UFCA-Award-Nominierung in der Kategorie Bestes Drehbuch für September 5 – The Day Terror Went Live
- 2025: GAFCA-Award-Nominierung in der Kategorie Bestes Originaldrehbuch für September 5 – The Day Terror Went Live
- 2025: IFJA-Award-Nominierung in der Kategorie Bestes Originaldrehbuch für September 5 – The Day Terror Went Live
- 2025: NYFCO-Award-Nominierung in der Kategorie Bestes Drehbuch für September 5 – The Day Terror Went Live
- 2025: Critics’-Choice-Award-Nominierung in der Kategorie Bestes Originaldrehbuch für September 5 – The Day Terror Went Live
- 2025: Oscar-Nominierung in der Kategorie Bestes Originaldrehbuch für September 5 – The Day Terror Went Live